# When We Disco
《When We Disco》為韓國歌手朴軫永與宣美合作的一首單曲，此單曲由JYP娛樂在2020年8月12日發行。

## 創作理念
朴軫永表示此曲的靈感源自於韓國脫口秀節目《黃金漁場 Radio Star》的片頭曲，即Modern Talking的《Brother Louie》，並花了數小時完成創作。朴軫永在創作時採用了歐洲迪斯科的典型樂器，並透過充滿80年代氛圍的設備錄製，呈現懷舊風格。

## 發行背景
宣美某日在餐館用餐時聽到一首曲子，想起該曲曾於Wonder Girls美國巡迴時，与老东家朴軫永在驾车兜风时聽過，於是將該曲錄音傳給朴軫永。隨後朴軫永傳送《When We Disco》的Demo錄音檔給宣美，表示“宣美啊，你怀念我们以前一起工作的日子吗?”，
並提出合作建議。此時，朴軫永已完成《When We Disco》的歌詞創作 。
7月24日，朴軫永透過媒體表示預計於8月發行歌曲，並已完成所有的錄製工作。8月3日，JYP娛樂在推特發布《When We Disco》的預告海報，朴軫永與宣美皆在其社交平台轉發，隨後於6日公布第一部預告錄影帶，並在7日發布第二部預告錄影帶。8月10日，朴軫永與宣美在其社交平台公布《When We Disco》的封面照，《When We Disco》隨後在8月12日正式發布。

## 樂評
《告示牌雜誌》Jason Lipshutz表示朴軫永與宣美的聲樂天賦巧妙地在充滿活力的合成器流行樂中展現了出來。

## 音樂錄影帶
朴軫永表示此曲的音樂錄影帶拍攝靈感源自於他所喜歡的《週末夜狂熱》與《黑色追緝令》兩部電影。《When We Disco》的音樂錄影帶在韓國時間2020年8月11日下午6時發布，比單曲發布時間早一天發行。
《滾石雜誌》印度版的Riddhi Chakraborty評論此曲音樂錄影帶透過繽彩多紛的舞池、朦朧的俱樂部環境、閃閃發光的迪斯科球與炫目的服裝與妝容重現70年代末80年代初的氛圍，而朴軫永與宣美在音樂錄影帶中飾演情人，但注定10年後又會重逢，並千方百計再次逃脫犯罪集團所造成10年前的分離，最終一同慶祝彼此對迪斯科的熱愛。

## 發行
| 單曲              | 日期          | 形式     | 發行公司          |
| ----------------- | ------------- | -------- | ----------------- |
| 《When We Disco》 | 2020年8月12日 | 數位下載 | JYP Entertainment |